# هيلين غراي كون
هيلين غراي كون (بالإنجليزية: Helen Gray Cone)‏ هي كاتِبة وشاعرة أمريكية، ولدت في 8 مارس 1859، وتوفيت في 31 يناير 1934.